# 梅爾根湖
梅爾根湖（俄语：Мергень），是俄羅斯的湖泊，位於該國南部秋明州，由伊希姆區負責管轄，屬於喀拉海流域的一部分，長11公里、寬2.2公里，面積2.6平方公里，海拔高度81米。